# Hemicytheridea bhatiai
Hemicytheridea bhatiai is een mosselkreeftjessoort uit de familie van de Hemicytheridae. De wetenschappelijke naam van de soort is voor het eerst geldig gepubliceerd in 1993 door Varma, Shyam Sunder & Naidu.